# Mørkhøjgård
Mørkhøjgård er navnet på en tidligere hovedgård i landsbyen Mørkhøj, der i dag er en del af Gladsaxe vest for København på Sjælland.
Den nuværende hovedbygning er opført i 1836 og udgøres af en fin senklassicistisk hovedlænge med to vinkrelrette sammenbyggede fløje. Gården blev fredet i 1950.

## Historie
Mørkhøjgårds historie går tilbage til romansk middelalder. Den nævnes første gang 1180, hvor Valdemar den Store skænker den sammen med Bagsværdgård til biskop Absalon i Roskilde.
Gården er siden brandregistraturens indførelse i 1800 nedbrændt tre gange. Den nuvæerende hovedbygning er en grundmuret, hvidpudset senklassicistisk trefløjet gård fra 1836 med røde, afvalmede tegltage.
Gården har siden den meget tidlige industrialisering indgået i landsbyen Mørkhøjs industrimiljø af blandt andet klædefabriksbygninger.
I slutningen af 1900-tallet blev der på gårdens område opført omfattende nybyggeri til undervisningsformål.

### Tilknyttede historiske skikkelser
Anders Andersen Kierkegaard, en fjern slægtning til Søren Kierkegaard, ejede Mørkhøjgaard i begyndelsen af 1800-tallet. Han etablerede her klædefabrikken Enigheden, der senere brændte, men som kom til at sætte sit præg på gårdens fremtoning i landskabet. Carl With-Seidelin ejede gården omkring år 1900.

## Ejere af Mørkhøjgaard
- Før 1180: Valdemar den Store
- 1180-?: Biskop Absalon
- ca. 1790-1830: Anders Andersen Kierkegaard
- ca. 1836-1850: Cand. jur. Hermann Anthon Eylardi
- ca. 1870-1910: Carl With-Seidelin
- ca. 1910: Karl Christensen
- 1991-2009: Fødevarestyrelsen
- ca. 2010-2013: DTU Fødevareinstitut
- 2013-i dag: Freja Ejendomme